# 金泰勇
金泰勇（韓語：김태용，1969年12月9日—），韩国导演、編劇。2000年，以《女高怪談2 鬼戀人》獲得百想藝術大賞最佳新人導演獎。2006年，以《家族的誕生》獲電影界矚目。

## 執導作品
- 1999年《女高怪談2 鬼戀人》
- 2006年《家族的誕生》
- 2009年《視線1318》
- 2010年《晚秋》
- 2012年《你何止美麗》─短片

## 獲獎
- 2000年
  - 第36屆百想藝術大獎 電影部門 新人導演賞《女高怪談2 鬼戀人》
- 2006年
  - 第7屆釜山電影評論家協會 最佳導演《家族的誕生》
  - 第7屆釜山電影評論家協會 最佳劇本《家族的誕生》
  - 第26屆韓國電影評論家協會 最優秀作品獎《家族的誕生》
  - 第47屆塞薩洛尼基國際影展 詹姆遜觀眾獎《家族的誕生》
  - 第47屆塞薩洛尼基國際影展 最佳劇本《家族的誕生》
  - 第47屆塞薩洛尼基國際影展 最佳故事片《家族的誕生》
  - 第27屆青龍電影獎 最佳導演《家族的誕生》
  - 第44屆大鐘獎 最佳劇本獎《家族的誕生》
  - 第9屆多維爾亞洲電影節 評審團獎《家族的誕生》
- 2011年
  - 第26屆瑞士弗里堡國際電影節 青年評審團交換獎《晚秋》
  - 第26屆瑞士弗里堡國際電影節 評審團特別獎《晚秋》
  - 第20屆釜日電影獎 最佳導演《晚秋》
  - 第12屆釜山電影評論家協會 最優秀作品獎《晚秋》
- 2014年
  - 第44屆西班牙錫切斯國際影展 亞洲電影焦點大獎《新村喪屍漫畫》

## 個人生活
2013年10月，金泰勇在拍攝廣告期間，與曾合作電影《晚秋》的演員湯唯成為戀人。2014年7月2日，湯唯所屬的经纪公司发布声明，声明中表示湯唯与韩国导演金泰勇已订婚。2014年7月12日，金泰勇在瑞典和湯唯完婚。
以下為节选自湯唯所屬经纪公司之声明：
|  | 因为电影，我们相识相知，然后又从朋友成为恋人，以后，我们还会称呼对方为老公老婆，虽然我们都得再去学门外语，但这是我们最幸福的一刻，我们都相信，这让我们更了解、尊重和欣赏对方。电影是我们最重要的证婚人，感谢支持我们的每一位朋友！也祝愿你缘分来临时，绝不错过。 ─── 汤唯、金泰勇 敬上 |